# The Cocoanuts
The Cocoanuts (prt: Os Quatro Cocos; bra: Hotel da Fuzarca, ou No Hotel da Fuzarca) é um filme de comédia musical estadunidense de 1929, dirigido por Robert Florey e Joseph Santley para a Paramount Pictures, que teve como produtor não creditado Walter Wanger. Estrelado pelos Irmãos Marx, foi o primeiro filme sonoro a creditar mais de um diretor. O roteiro é uma adaptação para o cinema de Morrie Ryskind de um musical da Broadway de autoria de George S. Kaufman.
Cinco dos números musicais apresentados no filme tiveram a autoria de Irving Berlin, incluindo "When My Dreams Come True", interpretada por Oscar Shaw e Mary Eaton.

## Elenco
- Groucho Marx .... senhor Hammer, dono do hotel
- Harpo Marx .... Harpo
- Chico Marx .... Chico
- Zeppo Marx .... Jamison
- Margaret Dumont .... Madame Potter
- Mary Eaton .... Polly Potter
- Oscar Shaw .... Robert 'Bob' Adams
- Kay Francis .... Penélope
- Cyril Ring .... Harvey Yates
- Basil Ruysdael .... detetive Hennessey

## Sinopse
O senhor Hammer é o proprietário do hotel resort de Cocoanut, que tenta lucrar de todas as maneiras com o aumento da procura por imóveis na Flórida ocorrida na década de 1920. Ele tem como funcionário o jovem Jamison, recepcionista que frequentemente dorme em cima do balcão. Também trabalham para ele muitos meninos e moças como mensageiros, que estão descontentes por não receberem salários em dia. Pouco depois chegam dois hóspedes, Chico e Harpo, carregando uma mala vazia (que pretendem encher com coisas a serem roubadas dos demais hóspedes). A única hóspede pagante, a rica Madame Potter, está preocupada com o namoro da filha Polly com o arquiteto iniciante  Bob Adams, que trabalha no hotel até que consiga vender um projeto de desenvolvimento de Cocoanut. A Madame Potter preferia que a filha se casasse com Harvey Yates, outros dos hóspedes e pretensamente de uma família influente de Boston mas na verdade um vigarista. A parceira ladra de Yates, Penélope, idealiza um plano para roubar um valioso colar de diamantes da Madame Potter, pretendendo por a culpa em Chico e Harpo. Enquanto isso, Hammer prepara um leilão de vários lotes de pouco valor e, ao descobrir que Chico não tem dinheiro, pede a cumplicidade dele para aumentar as ofertas, dando falsos lances. O detetive Hennessey aparece para investigar os hóspedes, principalmente Chico e Harpo. Na parte final há uma festa de casamento, com os irmãos vestidos com roupas típicas espanholas, com adereços exagerados, e uma paródia musical da canção do Toureiro da ópera Carmen. Também nessa festa, há a gag famosa de Harpo que faz caretas horríveis de desagrado e sai da mesa indo em direção ao ponche (com álcool) toda vez que alguém inicia um discurso.

## Produção
As filmagens foram nos Estúdios Astoria da Paramount, localizados no Queens. É o primeiro dos dois únicos filmes dos irmãos realizados na cidade de Nova Iorque (o outro foi Animal Crackers de 1930). Os demais filmes foram feitos em Hollywood.

## Canções
- "Florida by the Sea" (instrumental com breve vocal de coral duante a abertura)
- "When My Dreams Come True" (canção-tema, interpretada várias vezes por Mary Eaton e Oscar Shaw)
- "The Bell-Hops" (instrumental, número de dança)
- "Monkey Doodle Doo" (vocal de Mary Eaton e número de dança)
- "Ballet Music" (instrumental, número de dança)
- "Tale of the Shirt" (vocal de Basil Ruysdael, letra para a música de Carmen de Georges Bizet)
- "Tango Melody" (vocal incluído na produção teatral, usado no filme como música de fundo, apenas)
- "Gypsy Love Song" (de Victor Herbert, solo de piano de Chico Marx)

## Recepção
Quando os Irmãos Marx assistiram a edição final do filme, ficaram temerosos e tentaram comprar os negativos para impedir o lançamento A Paramount não aceitou e o filme foi um grande sucesso de bilheteria, arrecadando 1 milhão e oitocentos mil dólares, o que lhe coloca como uma das mais bem-sucedidas produções do cinema sonoro primitivo.